# Chen Ruyan
Chen Ruyan ou Ch'ēn Ju-Yen ou Tch'en Jou-Yen Weiyun, nom de pinceau: Qiushui, né à Suzhou province du Jiangsu. XIVe siècle. Actif vers 1340-1380. Peintre chinois.

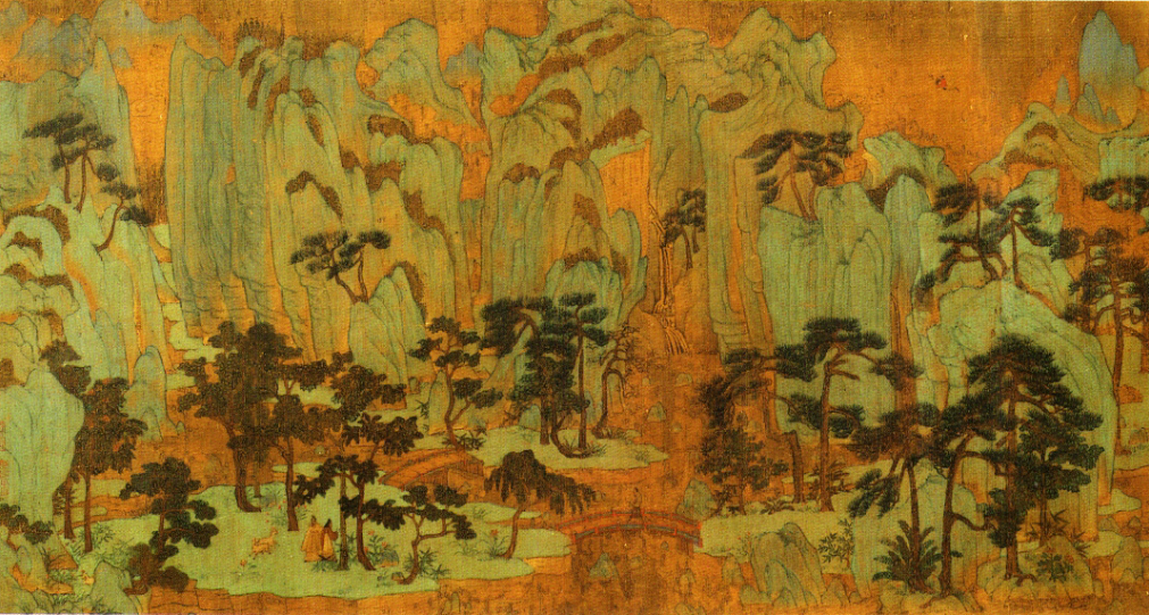
Royaume d'Immortels Par Chen Ruyan en 1371.

## Biographie
À ce jour, aucune biographie détaillée ne permet de définir les dates de naissance et de décès de Chen Ruyan. Seules ses œuvres permettent de situer sa période d'activité qui débute vers 1340, et se terminant en 1380 date possible de son exécution. Cette dernière est en parfaite contradiction avec l'inscription de Ni Zan situant sa mort en 1371.
 
Poète et peintre, ami de l'artiste Wang Meng (peintre), il a un poste de secrétaire provincial dans la province du Shandong, au début de la dynastie Ming. Il fait des paysages dans le style de Zhao Mengfu et des personnages dans celui de Ma Hozhi.

## Mauvais choix de carrière
Chen Ruyan fait partie d'un même cercle d'amateurs lettrés avec ses amis Ni Zan et  Wang Meng et il occupe lui aussi des fonctions dans l'éphémère gouvernement de Zhang Shicheng (en). Il accepte un poste provincial sous le nouveau régime  des Ming et subit le même sort que les autres, l'exécution, pour certaine transgression non spécifiée. Son rouleau portatif Royaumes d'Immortels  date probablement de l'époque où il est au service de Zhang Shicheng; selon une inscription rédigée par Ni Zan en 1371, dans laquelle il note qu'alors l'artiste est déjà mort, le rouleau est un cadeau d'anniversaire destiné à M. Pan, le beau-frère de  Zhang Shicheng.

## Style etthématique
Il constitue donc, entre autres choses, une contrepartie dans un schéma élégant et complexe de relations sociales (se charger ou se décharger d'obligations, payer de retour des cadeaux ou une hospitalité) qui s'oppose à des façons plus terre à terre de gagner la faveur de personnages  haut placés, et sous-tend une part significative de la production de peintures dans le cercle d'amateurs lettrés. Ce schéma n'est en aucune façon incompatible avec l'impulsion esthétique la plus libre: une communauté de goûts et de prétentions assure d'ordinaire l'artiste qui suit ses préférences stylistiques et thématiques de plaire aussi au destinataire; et puisque de telle peintures sont lues comme l'expression de sentiments personnels, les choix de l'artiste font partie intégrante du contenu de son œuvre.

## Le paysage à la fin des Yuan
Cependant, certains aspects de la peinture de Chen sont comme prédéterminés, le donné comme opposé au choisi: le paradis taoïste, avec ses pins et ses grues, représente la longévité et il est par conséquent approprié aux anniversaires; le dessin à la ligne fine et les verts intenses, au lieu de renvoyer à la même référence paradisiaque, rappellent les œuvres archaïsantes de Zhao Mengfu; les pics abrupts au sommet aplati font eux aussi allusion au paysage antique, et sont d'un usage commun à la fin des Yuan. Chen exécute tout cela avec un charme faussement naïf: dans la section reproduite, un jeune garçon danse avec deux grues sous le regard de deux immortels, cependant qu'un autre immortel, arrivant sur le dos d'une autre grue, apparaît dans le ciel entre les sommets des montagnes.

## Musées
- Cleveland  (Mus. of Art):
  - Royaume d'Immortels, encre et couleur sur soie. 33 × 102,9 cm.
- Taipei (Musée du Palais):
  - Feuille d'album, d'après un poème Tang, encre sur papier, inscription du peintre Ni Zan.
  - La rivière Jin, encre sur soie, rouleau en hauteur portant les inscriptions des peintres Ni Zan et Wang Meng (peintre).